# Turcja na Zimowych Igrzyskach Olimpijskich 1988
Turcję na Zimowych Igrzyskach Olimpijskich 1988 reprezentowało 8 zawodników. Był to dziewiąty start Turcji na zimowych igrzyskach olimpijskich.

## Reprezentanci

### Biegi narciarskie
Mężczyźni
- Saim Koca
  - Bieg na 15 km – 76. miejsce
  - Bieg na 30 km – 78. miejsce

- Abdullah Yılmaz
  - Bieg na 15 km – 77. miejsce
  - Bieg na 30 km – 79. miejsce

- Fikret Ören
  - Bieg na 15 km – 78. miejsce
  - Bieg na 30 km – 81. miejsce

- Erhan Dursun
  - Bieg na 15 km – 79. miejsce
  - Bieg na 30 km – 84. miejsce

### Narciarstwo alpejskie
Mężczyźni
- Resul Sare
  - Supergigant – 43. miejsce
  - Gigant slalom – 55. miejsce
  - Slalom – 33. miejsce

- Yakup Kadri Birinci
  - Supergigant – 44. miejsce
  - Gigant slalom – nie ukończył
  - Slalom – 31. miejsce

- Göksay Demirhan
  - Supergigant – 47. miejsce
  - Gigant slalom – 53. miejsce
  - Slalom – 36. miejsce

- Ahmet Demir
  - Gigant slalom – 59. miejsce
  - Slalom – 35. miejsce